# سید جعفر حمیدی
سید جعفر حمیدی (زادهٔ ۵ آذر ۱۳۱۵ – درگذشتهٔ ۳۰ فروردین ۱۴۰۴) شاعر، نویسنده، استاد زبان و ادبیات فارسی دانشگاه شهید بهشتی تهران و از مشاهیر فرهنگ و ادب کشور بود.

## زندگی‌نامه
سید جعفر حمیدی فرزند سیدآقا به سال ۱۳۱۵ خورشیدی در بوشهر زاده شد. تحصیلات ابتدایی و متوسطه خود را در بوشهر و دوره لیسانس زبان و ادبیات فارسی را در دانشگاه شیراز گذراند و سپس وارد خدمت آموزش و پرورش شد. کارشناسی ارشد را در تهران و دکترای زبان و ادبیات فارسی را به سال ۱۳۶۳ در دانشگاه فردوسی مشهد گذراند و هم‌اکنون استاد زبان و ادبیات فارسی دانشگاه شهید بهشتی تهران و سردبیر مجله دانشکده ادبیات شهید بهشتی است.
حمیدی در کار پژوهش و شعر و نگارش مشغول است و تاکنون در بسیاری از سمینارها و کنگره‌های علمی و ادبی در سراسر کشور و نیز در کنفرانس‌هایی در آلمان، فرانسه، انگلیس و چین شرکت کرده‌است.
در سال ۱۳۹۷ به همت بنیاد نخبگان استان بوشهر و دانشگاه خلیج فارس مراسم تکریمی برای ایشان با حضور جمعی از فرهیختگان، دانشگاهیان، مسئولان استانی، دانشجویان و استعدادهای برتر برگزار شد.

## آثار
- وصلت در سده تظلم 
- ابراهیم ابراهیم
- از خون کبوتران
- ابر باران بار
- از سایه تا نشان
- آینه شروه سرایی
- وزیرکشان، تاریخ نگاران
- سعدی در کیش
- تاریخ اورشلیم
- آسیه ملکه مصر
- بوشهر در مطبوعات عصر قاجار
- 33 غزل عرفانی از فروغ بسطام
- داستان سیاوش (پژوهش)
- بندر ریگ
- چون پایه پنجم (با دکتر گلناز سعیدی)
سی بوشِر (همراه با گرگونامه، مشاعره در طنز و اجتماعیات با عبدالحسین احمدی ریشهری)
- فرهنگنامه بوشهر
- جانگدازان
- ماشین نوشته‌ها
- صد رباعی
- صد دوبیتی
- صد غزل و چند اثر دیگر آماده چاپ
از دکتر حمیدی تاکنون صدها مقاله در زمینه‌های گوناگون در مطبوعات کشور به چاپ رسیده‌است.
- چندین کتاب درسی در زمینه ادبیات فارسی نیز مانند: رودکی و منوچهری، فرخی سیستانی و کسایی، گلبانگ سر بلندی، متون عرفانی، گزیده متون فارسی و آیین نگارش و... را با همراهی دکتر سید احمد حسینی کازرونی تدوین کرده‌است.

## نمونه بومی سروده
سی بوشر
سی بوشر هیچکه دلش مث مو غمگین نبیده
دل هیچکی مث مو یه کاسه خین نبیده
بخدا وختی که فکرش می‌کنم تش می‌گیرم
هیچکه دردش مث مو اینهمه سنگین نبیده
او دریاش که میگن شورن و خره نمکن
سی مو مثل شکرن، شیرین تر از این نبیده
تو کیچه پس کیچه هاش، وختی که تیفون می‌پیچه
هیچ غناهشتی ایجور دلکش و شیرین نبیده
ای صدوی غره طراقاش شو بارونی خشن
ازو خش تر بخدا تا چین و ماچین نبیده
خیلی شهرا نبیده، وختی که بوشر بیده تش
مث بوشهر زیترا شهری خوش آئین نبیده
اگه حالا ایجورن، غربت غم تو دلشن
زیترا مثل حالا، اینهمه دل خین نبیده
توسوناش اگه گرمن، مگه تخصیر خوشن
او هواش ایجورین، بیخودی همچین نبیده
تو زمسون عوضش مثل بهارن زمیناش
هرکجا سیل می‌کنی، بی گل و نسرین نبیده
سی چی میگین کیچه هاش او شلی و پر سبخن
کیچه هاشم بخدا، ایجور که میگین نبیده
پس افتو که بری دل سی بوشر پر می‌زنه
خاک هیچ جوی دیگه دامنگیر و سنگین نبیده

### واژه نامه بومی سروده
سی= برای - خین= خون - تش= آتش - خره نمک= بسیار شور - کیچه= کوچه - پس کیچه= پسکوچه - وختی= وقتی - تیفون= توفان - غناهشت= صدای ترسناک - صدوی= صدای - غره طراق= رعد - شو = شب - خش = خوش - زیتر = - زودتر = قدیم - زیترا = قدیما - توسون = تابستان - سیل = نگاه، تماشا - اوشلی = گل آلود - سبخ = خاک شور - افتو = آفتاب - هیچ جوی دیگه = هیچ جای دیگر - بوشر=بوشهر